# Manolo Fortich
Manolo Fortich ist eine Großraumgemeinde in der Provinz Bukidnon auf der Insel Mindanao in den Philippinen. Sie hat 100.210 Einwohner (Zensus 1. August 2015), die in 22 Barangays leben. Sie gehört zur ersten Einkommensklasse der Gemeinden auf den Philippinen und wird als partiell urbanisiert beschrieben. In der Gemeinde liegt ein External Study Center der Bukidnon State University.
Sie liegt etwa 55 km nördlich von der Provinzhauptstadt Malaybalay City, die Fahrzeit mit dem Bus beträgt rund 90 Minuten, und 35 km südlich der regionalen Hauptstadt Cagayan de Oro, die Fahrzeit mit dem Bus beträgt etwa 45 Minuten. Ihre Nachbargemeinden sind Cagayan de Oro und Malitbog im Norden, Sumilao und Impasug-ong im Osten, Libona im Westen und Baungon im Südwesten. Die Topographie der Gemeinde wird als gebirgig mit großen canyonartigen Tälern und großen Hochplateaus beschrieben. Die höchste Erhebung auf dem Gebiet der Gemeinde erreicht 1.979 Meter über dem Meeresspiegel und liegt im Barangay Dahilayan. Der niedrigste Punkt der Gemeinde liegt im Barangay Minsuro bei 257 Metern über dem Meeresspiegel. Im Süden liegt das Gebirge des Mount Kitanglad.
Der Mangima-Canyon liegt entlang des Sayre Highway, ca. 2 km entfernt vom Gemeindezentrum. Der Mount Kitanglad Range Natural Park liegt im Süden der Gemeinde und ist von den Barangays Dahilayan und Kalugmanan erreichbar. Der Abyawan-Höhenzug liegt entlang der Straße zur Silo-o Station und der Baumschule der Bukidnon Forest Inc. Von hier aus bietet sich ein Panoramablick über den Canyon des Flusses Tagoloan, der die Barangays Dalirig, Lingi-on and Santo Niño durchfließt. Die ca. 1.859 Meter lange Sumalsag-Höhle mit ihren großen Stalaktiten kann nur über den Barangay Dalirig erreicht werden, liegt aber auf dem Gebiet der Gemeinde Sumilao. Von den Hügeln des Mount Pulog bietet sich ein Panoramablick über das nördliche Plateau Bukidnons.

## Barangays
| - Agusan Canyon - Alae - Dahilayan - Dalirig - Damilag - Diclum | - Guilang-guilang - Kalugmanan - Lindaban - Lingion - Lunocan - Maluko | - Mambatangan - Mampayag - Minsuro - Mantibugao - Tankulan (Pob.) - San Miguel | - Sankanan - Santiago - Santo Niño - Ticala |